# 柴村站
柴村站，原称柳屯站、濮阳东站，位于中华人民共和国河南省濮阳市濮阳县柳屯镇柴村，是瓦日铁路上的货运车站，目前不办理客运业务，主要办理列车装车、到发、会让工作，设有专用线接轨设施。2022年2月16日，因济郑高速铁路濮郑段确定新设濮阳东站，本站更名为柴村站。

## 車站周邊
- 濮阳市柳屯镇炼油厂小学
- 向阳小区
- 腾飞驾驶员培训学校
- 濮阳市富盛壁业有限公司
- 柴村、大口寨村、于家村、陈家村、七娘寨村